# Drače
Drače je manjše naselje na severovzhodni obali polotoka Pelješac ob cesti, ki povezuje Orebić s Stonjem, ki upravno spada pod občino Janjina; le-ta pa spada pod Dubrovniško-neretvansko županijo.
Drače ležijo v dnu širokega istoimenskega zaliva, ki je odprt proti severu in izpostavljen burji. Drače so bile v preteklosti glavno izvozno pristanišče za vino. Prebivalci se ukvarjajo s poljedelstvom in ribištvom.
V naselju je manše pristanišče s svetilnikom in splavno drčo. Pristan je pred vetrovi zavarovan z dvema valobranoma. Globina morja ob valobranih je od 1,3 do 3 metre. Ob njih se lahko privezujejo manjša plovila.
Iz pomorske karte je razvidno, da svetilnik oddaja svetlobni signal: BR Bl 4s. Nazivni domet svetilnika je 4 milje.

## Demografija
| Pregled števila prebivalcev po letih | Pregled števila prebivalcev po letih | Pregled števila prebivalcev po letih | Pregled števila prebivalcev po letih | Pregled števila prebivalcev po letih | Pregled števila prebivalcev po letih | Pregled števila prebivalcev po letih | Pregled števila prebivalcev po letih | Pregled števila prebivalcev po letih | Pregled števila prebivalcev po letih | Pregled števila prebivalcev po letih | Pregled števila prebivalcev po letih | Pregled števila prebivalcev po letih | Pregled števila prebivalcev po letih | Pregled števila prebivalcev po letih | Pregled števila prebivalcev po letih |
| ------------------------------------ | ------------------------------------ | ------------------------------------ | ------------------------------------ | ------------------------------------ | ------------------------------------ | ------------------------------------ | ------------------------------------ | ------------------------------------ | ------------------------------------ | ------------------------------------ | ------------------------------------ | ------------------------------------ | ------------------------------------ | ------------------------------------ | ------------------------------------ |
| 1857                                 | 1869                                 | 1880                                 | 1890                                 | 1900                                 | 1910                                 | 1921                                 | 1931                                 | 1948                                 | 1953                                 | 1961                                 | 1971                                 | 1981                                 | 1991                                 | 2001                                 | 2011                                 |
| 0                                    | 0                                    | 0                                    | 0                                    | 26                                   | 41                                   | 0                                    | 0                                    | 34                                   | 28                                   | 20                                   | 23                                   | 28                                   | 48                                   | 64                                   | 93                                   |